# Broekkerke
Broekkerke (Frans: Brouckerque) is een gemeente in de Franse Westhoek in het Franse Noorderdepartement (Frans: département du Nord). De gemeente ligt in Frans-Vlaanderen in de streek het Blootland. Zij grenst aan de gemeenten Groot-Sinten, Spijker, Pitgam, Loberge, Broekburg, Kraaiwijk en Loon. Broekkerke wordt gescheiden van Pitgam door het Kanaal van de Hoge Kolme, een onderdeel van de Kolme. Het wordt gescheiden van Broekburg door de Vliet, van Kraaiwijk en Loon door de Broekburgvaart en van Loberge door de Schey-Dyck. Tegen Kraaiwijk en Broekburg ligt ook nog het gehucht Koppenaksfoort. De gemeente had op 1 januari 2022 1.454 inwoners.

## Naam
Broekkerke werd voor het eerste keer vermeld rond 800 op een kaart van Malbrancq; die het westelijk deel toont van de delta van de Aa, als Ecclesia in broco wat Latijn is voor "kerk in het moeras". De plaatsnaam heeft een Oudnederlandse herkomst. In de loop der jaren werd Broekkerke vermeld als: Brockerka in 1139, Bruckerque in 1142  en Brocherche in 1168 . In de dertiende eeuw werd het vermeld als Brokerke en in de veertiende eeuw als Broukerke. Rond 1760 werd uiteindelijk de Franse schrijfwijze Brouckerque aangenomen en in 2021 heeft het gemeentebestuur van Broekkerke besloten om daarnaast ook de schrijfwijze Broekkerke te gebruiken op de plaatsnaamborden en dergelijke.

## Natuur en landschap

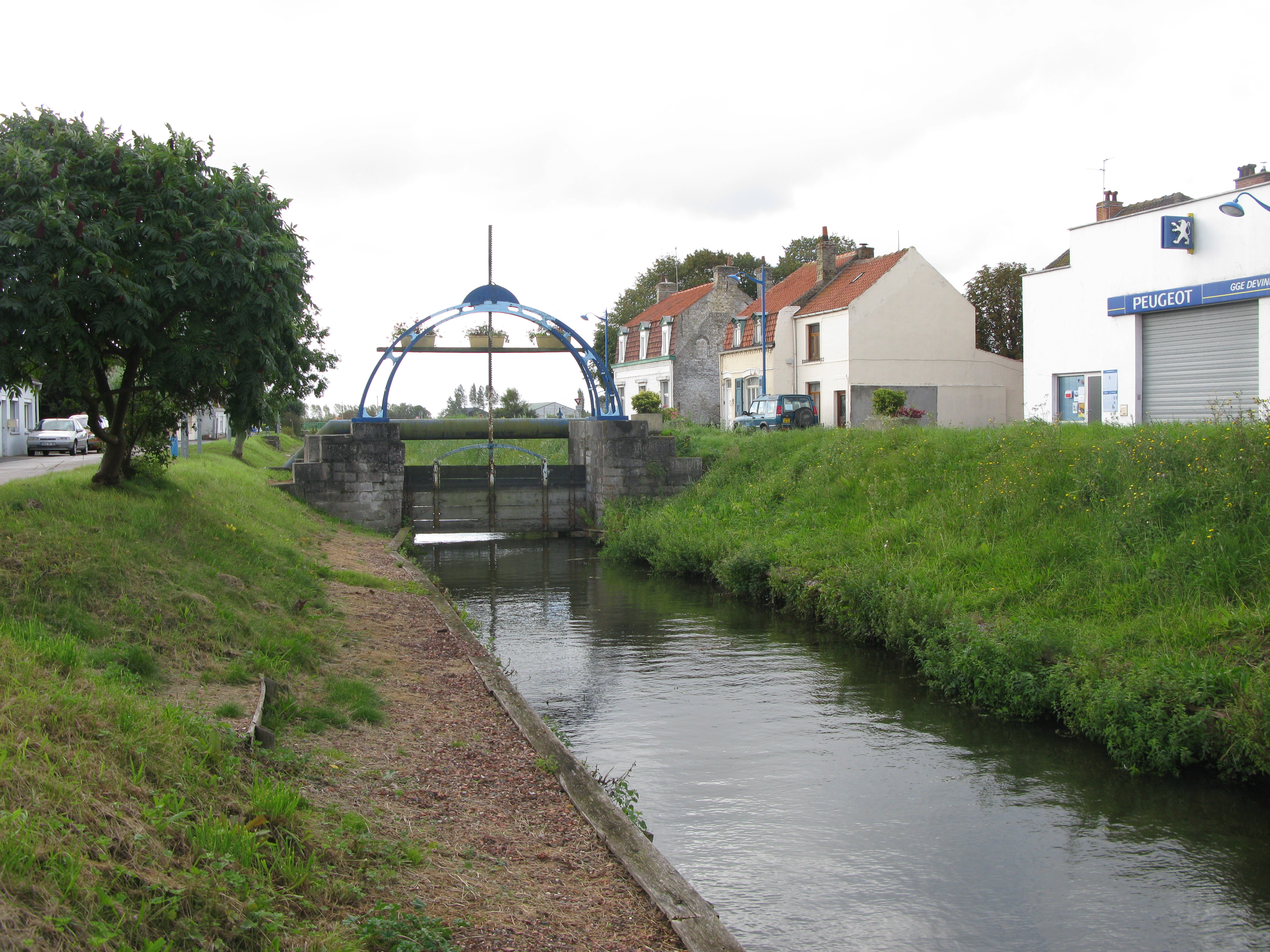
De Vliet in Koppenaksfoort

Broekkerke, bezit natuurlijk een aantal waterlopen. Drie kanalen doorsnijden de gemeente: het Kanaal van de Hoge Kolme, een onderdeel van de Kolme, de Broekburgvaart en het Afleidingskanaal van de Kolme. Tevens is er een oude rivier gelegen: de Vliet. In het noordoosten van de gemeente verbindt het Nieuw kanaal van Mardijk de Broekburgvaart met de achterhaven van Duinkerke en indirect dus met de Noordzee.
Broekkerke bezit daarnaast een aantal weteringen, plaatselijk watergangs genoemd,: de "Schey Dyck", die de grenst vormt met Loberge; de "Pauw Dyck"; de "Langhe Gracht", die de plaats in tweeën deelt; de "Sparrewaerde Dyck"; de "Waeter Plecke Dyck"; de "Melk Dyck"; de "Lamberts Dyck"; de "Vinckelsgracht" en de "Reep Dyck".
Op het grondgebied van Broekkerke zijn een aantal kleine gehuchten gelegen: de "Nunne Hof Houck", oorspronkelijk een bezit van de abdij van Broekburg; de "Sparrewaerde Houck" en de "Bouckerkof Houck", genoemd naar hun oorspronkelijke heren; de "Kerkhof Houck", gelegen achter het kerkhof; de "Tempeliers Houck", oorspronkelijk een commanderij van de Orde van de Tempeliers, en de "Blaeuwen Jans Houck", gelegen in het westen van de gemeente richting Koppenaksfoort.

## Bezienswaardigheden
- De Sint-Omaarskerk (Église Saint-Omer), met beschermde 14e-eeuwse toren.

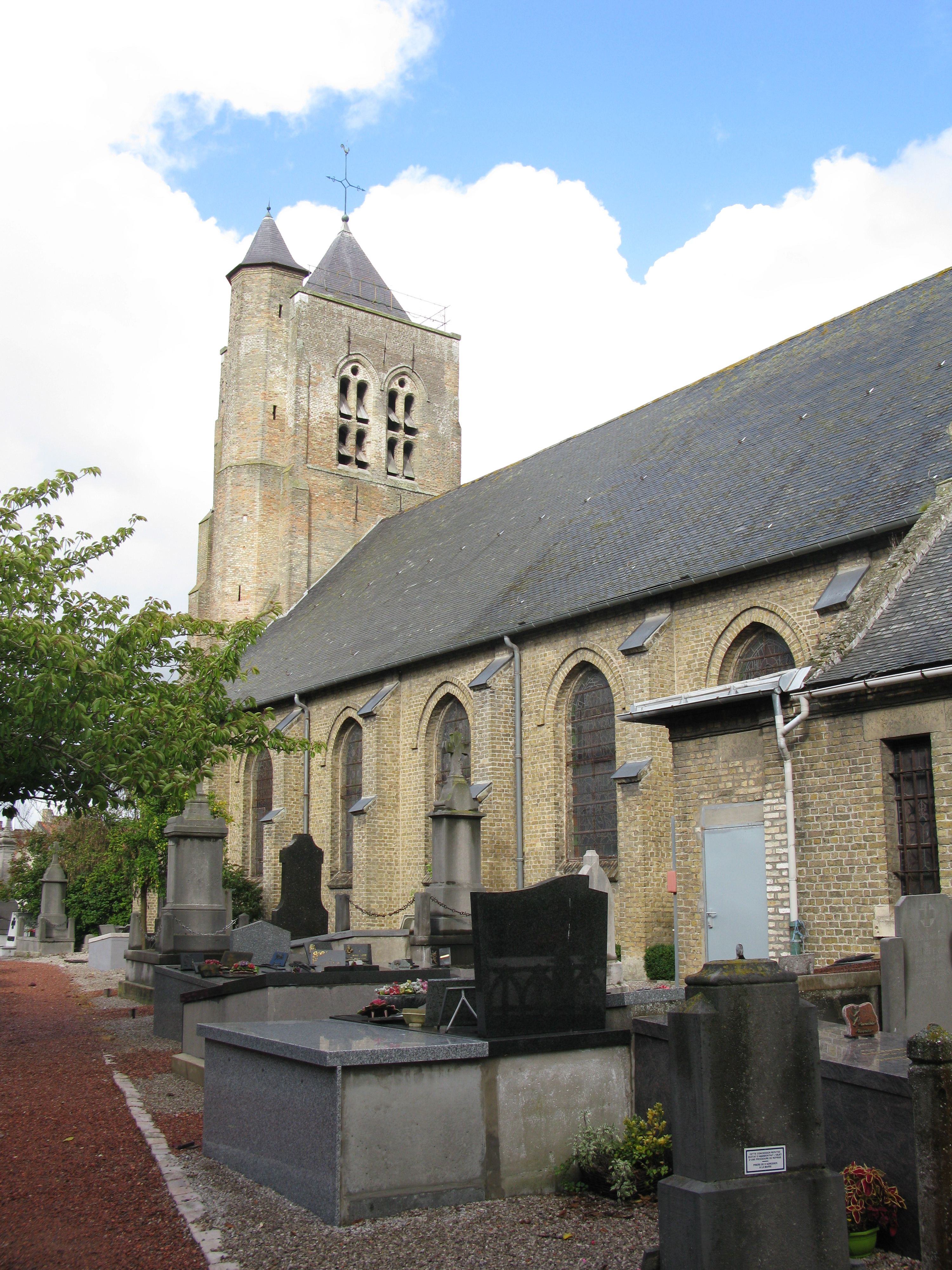
Sint-Omaarskerk in Broekkerke
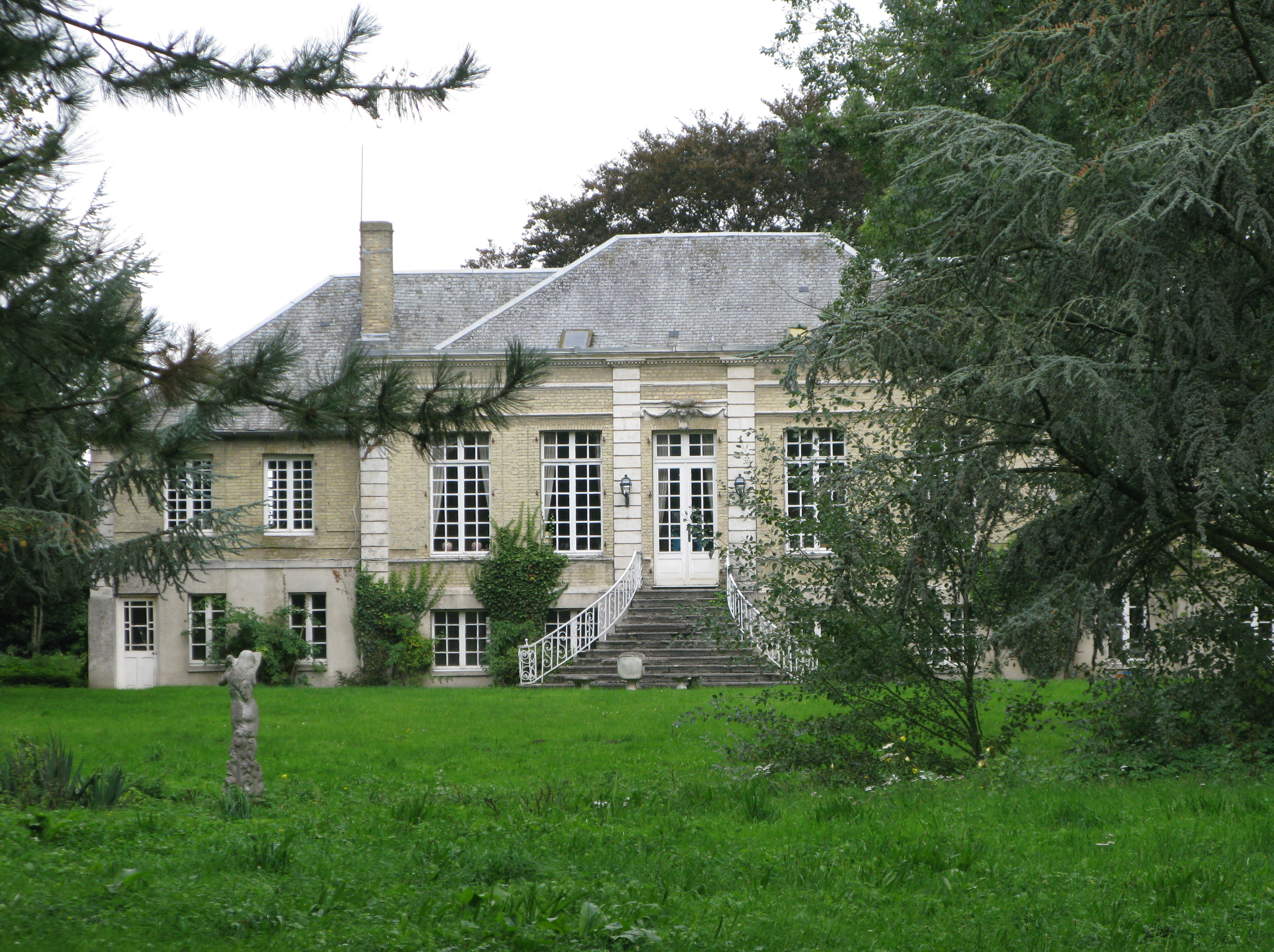
Kasteel van Afgand
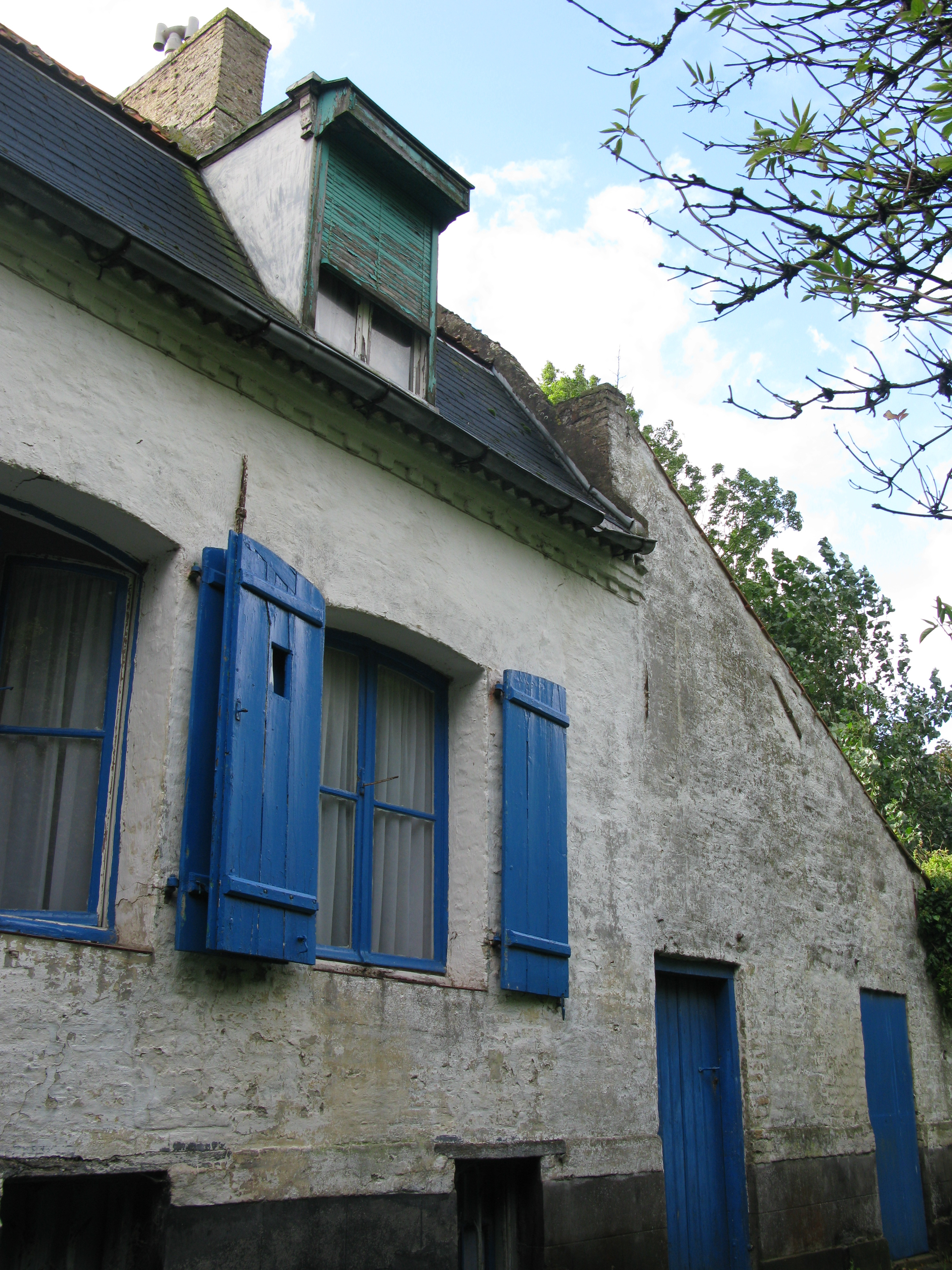
Pastorie
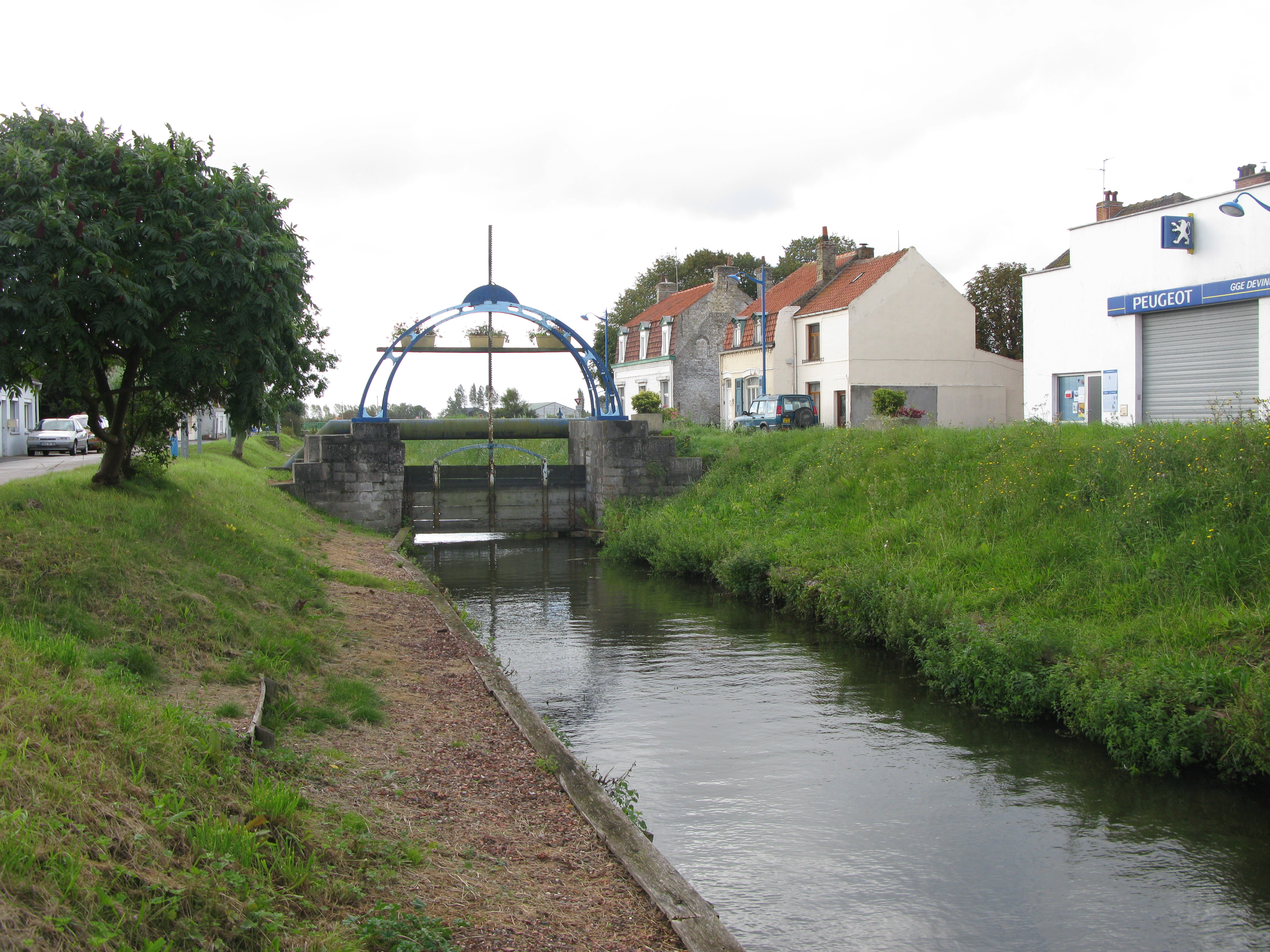
De Vliet bij Koppenaksfoort
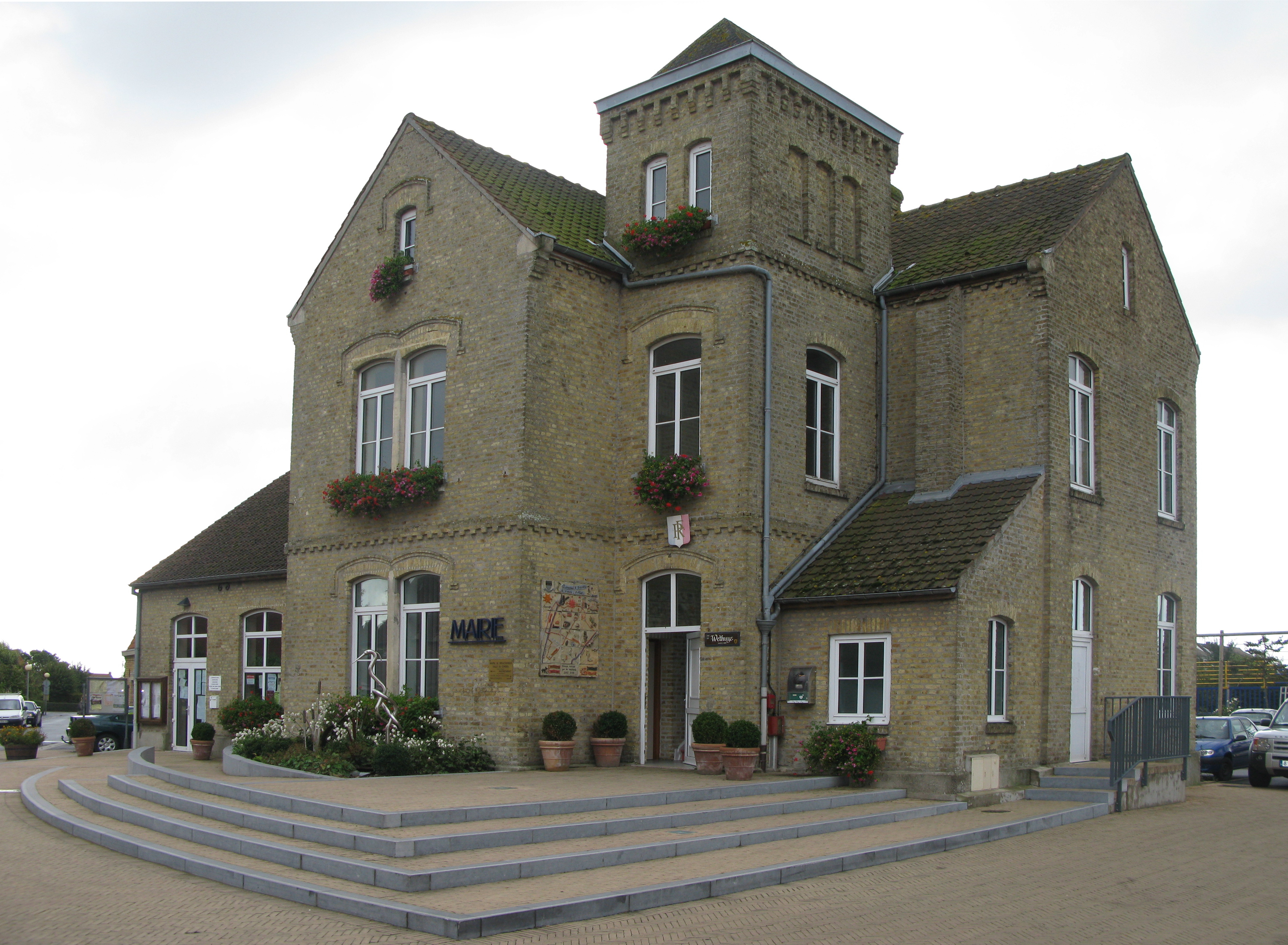
Het Wethuys van Broekkerke (gemeentehuis)

## Geografie
De oppervlakte van Broekkerke bedroeg op 1 januari 2022 11,91 vierkante kilometer; de bevolkingsdichtheid was toen 122,1 inwoners per km².

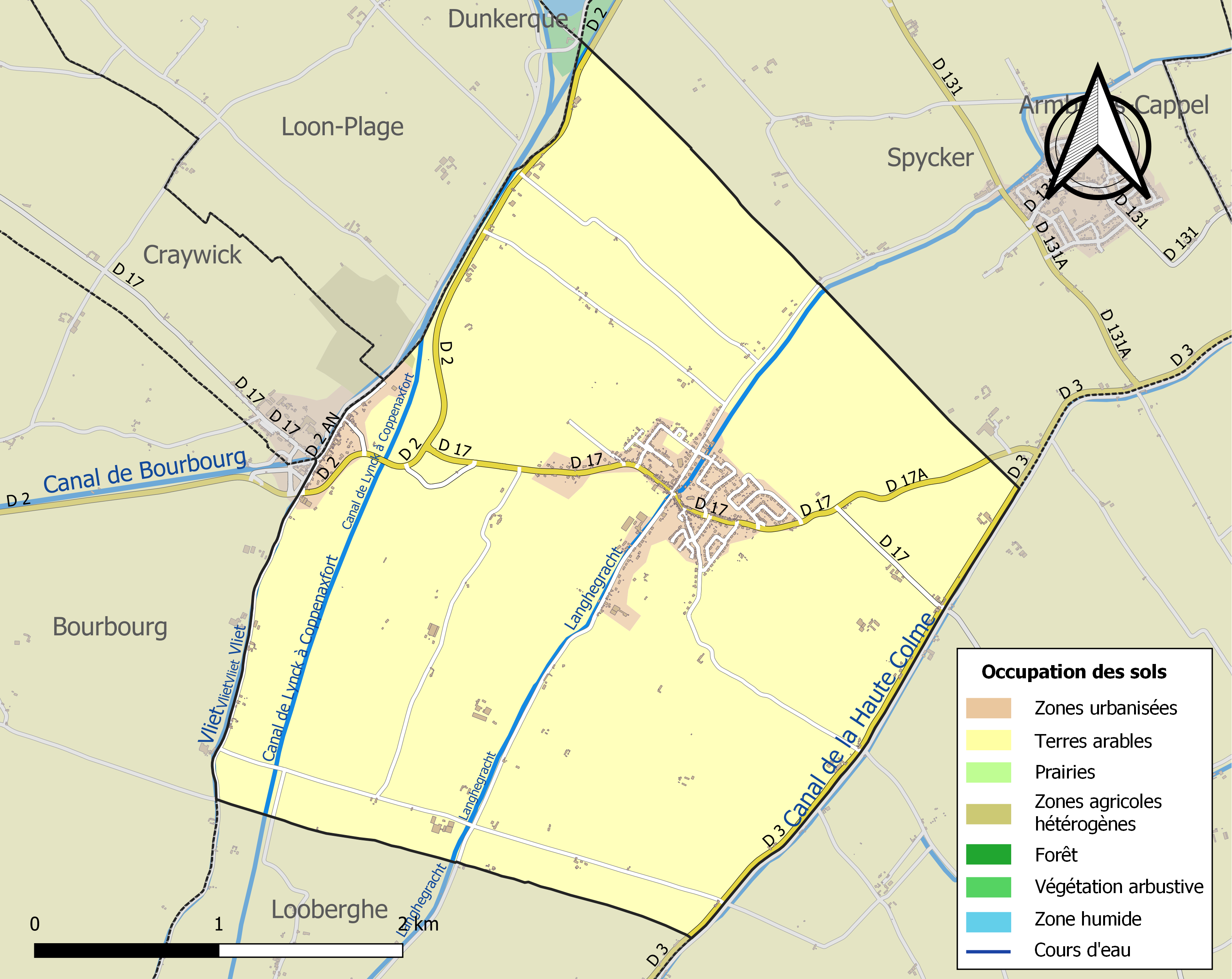
Kaart van de gemeente met belangrijkste infrastructuur, bodemgebruik en omliggende gemeenten

## Demografie
Onderstaande figuur toont het verloop van het inwonertal (bron: INSEE-tellingen).

## Nabijgelegen kernen
Koppenaksfoort, Kraaiwijk, Spijker, Pitgam, Loberge
Broekburg · Broekkerke · Drinkam · Duinkerke (deels) · Kapellebroek · Kraaiwijk · Grand-Fort-Philippe · Grevelingen · Groot-Sinten · Loberge · Loon · Pitgam · Sint-Joris · Sint-Pietersbroek
Armboutskappel · Arneke · Bambeke · Bavinkhove · Belle · Berten · Bieren · Bissezele · Blaringem · Boeschepe · Boezegem · Bollezele · Borre · Bray-Dunes · Broekburg · Broekkerke · Broksele · Buisscheure · Drinkam · Duinkerke · Ebblingem · Eke · Ekelsbeke · Eringem · Gijvelde · Godewaarsvelde · La Gorgue · Grand-Fort-Philippe · Grevelingen · Groot-Sinten · Hardefoort · Haverskerke · Hazebroek · Herzele · Holke · Hondegem · Hondschote · Hooimille · Houtkerke · Kaaster · Kapelle · Kapellebroek · Kassel · Killem · Kraaiwijk · Krochte · Kwaadieper · Lederzele · Ledringem · Leffrinkhoeke · Linde · Loberge · Loon · Meregem · Merkegem · Merris · Meteren · Millam · Moerbeke · Niepkerke · Nieuw-Berkijn · Nieuw-Koudekerke · Nieuwerleet · Noordpene · Ochtezele · Okselare · Oostkappel · Oud-Berkijn · Oudezele · Pitgam · Pradeels · Rekspoede · Rubroek · Ruisscheure · Sint-Janskappel · Sint-Joris · Sint-Mariakappel · Sint-Momelijn · Sint-Pietersbroek · Sint-Silvesterkappel · Sint-Winoksbergen · Soks · Spijker · Stapel · Steenbeke · Steenvoorde · Steenwerk · Stegers · Stene · Strazele · Terdegem · Téteghem-Coudekerque-Village · Tienen · Uksem · Vleteren · Volkerinkhove · Waalskappel · Warrem · Waten · Wemaarskappel · Westkappel · Wilder · Winnezele · Wormhout · Wulverdinge · Zegerskappel · Zerkel · Zermezele · Zoeterstee · Zuidkote · Zuidpene